# Marcelina Czartoryska

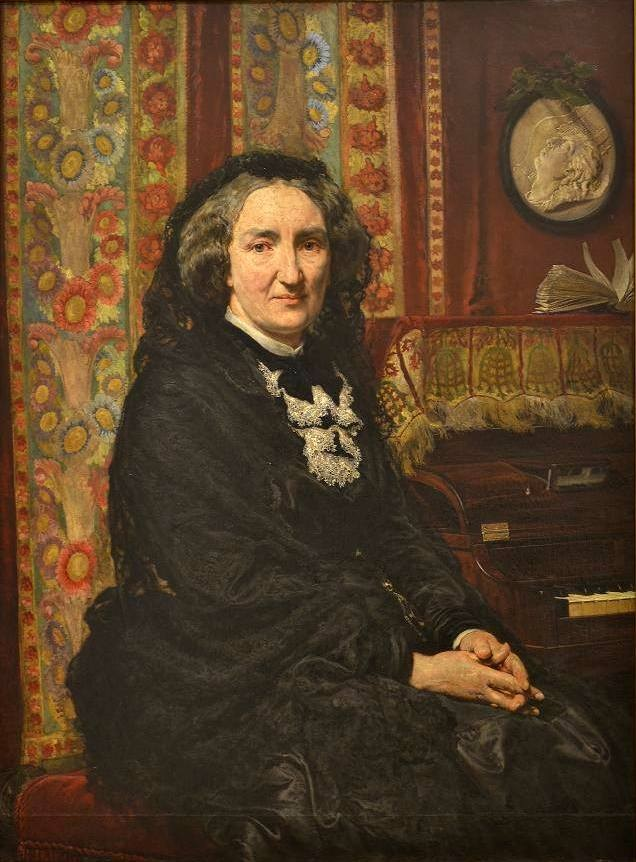
Porträtgemälde von Jan Matejko (1874)

Marcelina Czartoryska Radziwiłł (* 18. Mai 1817 in Pidluschne, Russisches Kaiserreich; † 5. Juni 1894 in Krakau) war eine polnische Pianistin, Persönlichkeit des öffentlichen Lebens, Philanthropin und Förderin der Musik.

## Leben und Wirken

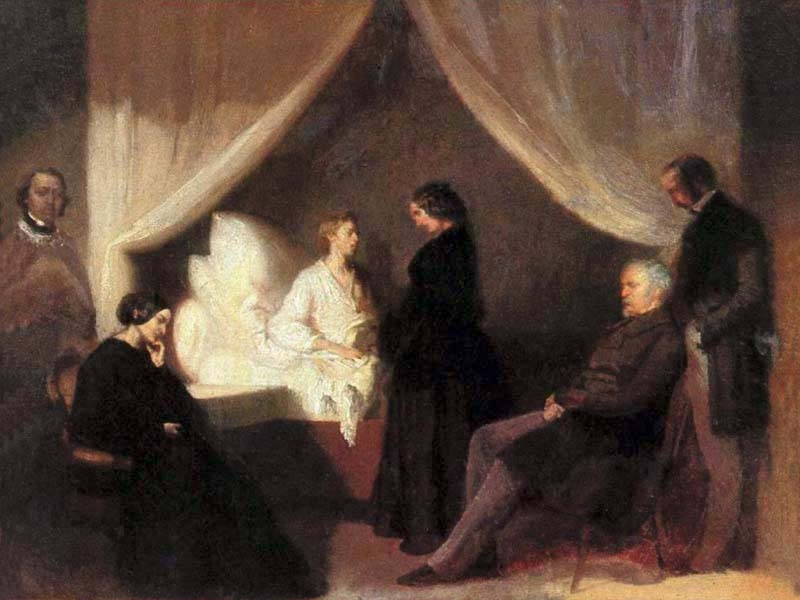
Frédéric Chopins letzte Augenblicke von Teofil Kwiatkowski (1849/1850): Der sterbende Chopin sitzt aufrecht im Bett, vor ihm steht Marcelina Czartoryska

Prinzessin Marcelina Radziwiłł wurde am 18. Mai 1817 als Tochter des Fürsten Michał Radziwiłł (1791–1846) und seiner Ehefrau Fürstin Emilia Worcellówna (1790–1820) im Dorf Pidluschne geboren (heute Teil der ukrainischen Stadt Kostopil). Ihr Vater war ein ehemaliger Oberst der Armee des Herzogtums Warschau.
Nach dem frühen Tod ihrer Mutter lebte sie ab ihrem fünften Lebensjahr bei ihrem Vater und der Großmutter Worcellówna in Wien. Dort studierte sie Klavier bei Beethovens Schüler Carl Czerny. Im Jahr 1840 heiratete sie in Wien den Fürsten Aleksander Romuald Czartoryski, einen Neffen des Fürsten Adam Jerzy Czartoryski und großen Musikliebhaber. Im Folgejahr wurde ihr Sohn Marceli Czartoryski (1841–1909) geboren, ihr einziges Kind.
Nach den Unruhen im Jahr 1848 wurden die Czartoryskis als Untertanen des russischen Zaren aus dem Kaiserreich Österreich ausgewiesen und zogen nach Paris, wo Marcelina Czartoryska ihre Ausbildung am Klavier bei Frédéric Chopin fortsetzte. Sie galt als eine seiner talentiertesten Schülerinnen und zählte zu seinem engsten Freundeskreis. Bei Chopins Tod im Oktober 1849 wachte sie an seinem Sterbebett. Auf dem bekannten Gemälde von Teofil Kwiatkowski mit dem Titel Ostatnie chwile Fryderyka Chopina (dt. „Frédéric Chopins letzte Augenblicke“) ist Czartoryska nahe bei Chopin an seinem Sterbebett stehend zu sehen. Nach seinem Tod kümmerte sie sich um die Bewahrung der Erinnerungsstücke des Komponisten. Aus 29 ihr zur Verfügung stehenden Zeitschriften sammelte sie Nachrufe, Kolumnen und Memoiren seiner Zeitgenossen in einem speziellen Gedenkalbum, das sie 1881 dem Fürsten-Czartoryski-Museum in Krakau schenkte.
Fürstin Czartoryska reiste viel durch Europa und gab an der Riviera, in England, Belgien, Deutschland, in den Niederlanden und im Bereich Galiziens Wohltätigkeitskonzerte. Die Einnahmen ihrer Auftritte kamen vorwiegend polnischen Emigranten zugute. Manchmal waren herausragende Virtuosen an den Konzerten beteiligt, unter ihnen der Geiger Henri Vieuxtemps, der Cellist Auguste-Joseph Franchomme, die Sängerin Pauline Viardot und Franz Liszt. In ihren Konzerten spielte Czartoryska bevorzugt Chopins Werke. Ihr Chopin-Repertoire umfasste auch seine beiden Klavierkonzerte und die Klaviersonate Nr. 2.
In den Jahren 1856 bis 1858 besuchte Czartoryska viele Male auch Polen. Sie trat in Lemberg, Posen und Krakau auf und führte dabei unter anderem Chopins Klavierkonzert in e-Moll in Begleitung von Władysław Żeleński auf.

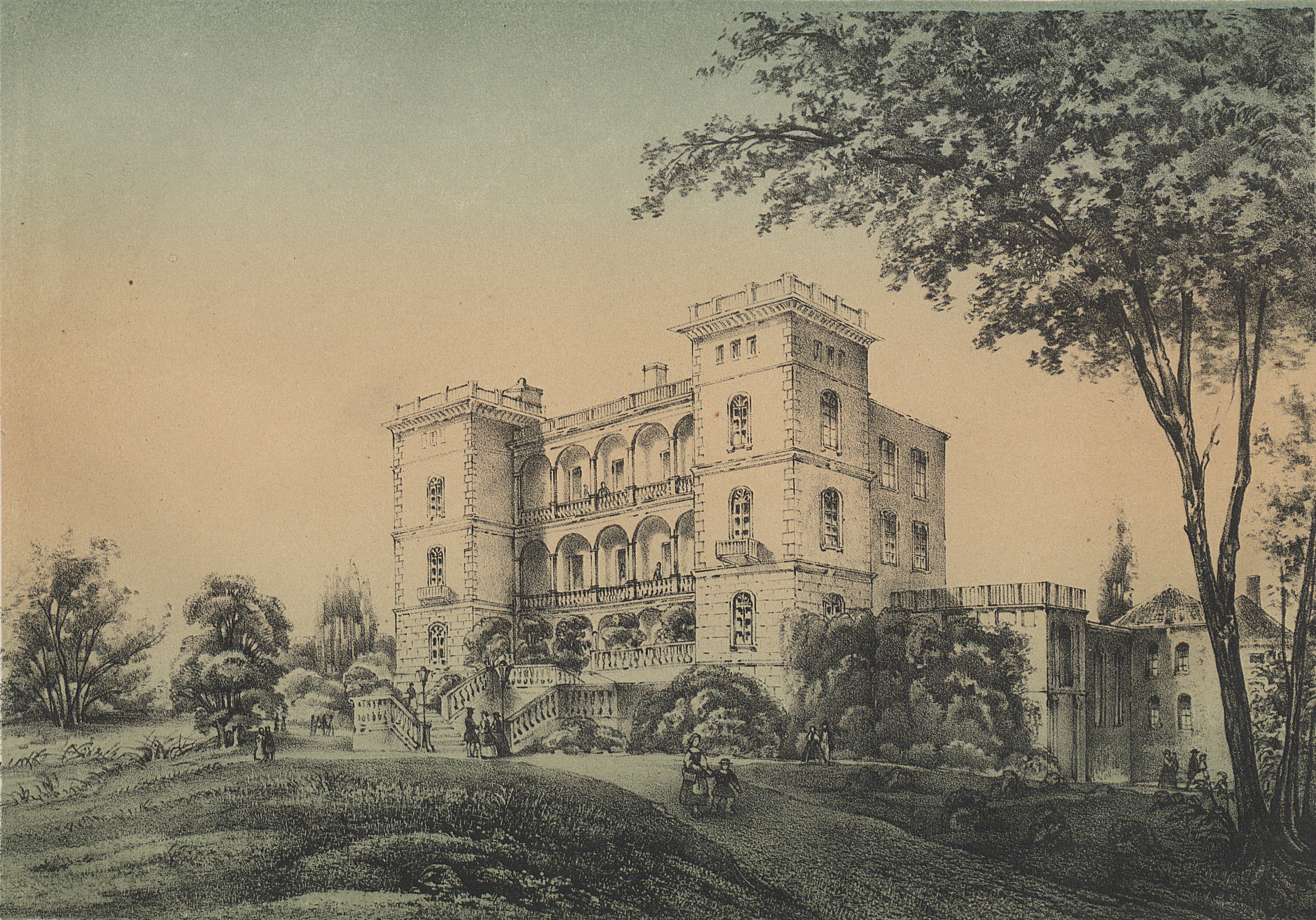
Die Villa Decius (1862)

1867 kehrte sie auf Dauer in ihre Heimat zurück und ließ sich zunächst in Lemberg nieder. Ab 1870 lebte sie mit ihrer Familie in Krakau in der Villa Decius, einer repräsentativen Renaissance-Villa im Stadtteil Wola Justowska im Westen der Stadt. Dort führte sie ein offenes Haus, das bald zu einem bekannten Musiksalon wurde.
Ihr zweiter Wohnsitz in Krakau war ein Palast in der Sławkowska-Straße Nr. 5–7, den das Fürstenpaar als Hauptwohnsitz gekauft und in den Jahren 1873 bis 1875 nach Plänen des Architekten Maksymilian Nitsch umbauen lassen hatte. Das geschmackvoll und elegant eingerichtete Interieur enthielt Kunstwerke und historische Erinnerungsstücke, die einen Bezug zur Geschichte Polens und zur Geschichte der Familie Czartoryski hatten. Die Haupthalle des Palastes – die sogenannte „Marmorhalle“ – war für Konzertzwecke gedacht. Herzogin Marcelina gab dort im Rahmen ihrer Musiksalons Klavierkonzerte für ihre Gäste, die immer mittwochs eingeladen waren. Der Kamin trug eine Marmorbüste von Frédéric Chopin, und die Wände waren mit Seidenvorhängen mit gesticktem „Pahonja“ – dem Wappen der Familie Czartoryski – dekoriert.
Im großen Wohnzimmer hingen drei großformatige Ölgemälde mit Familienporträts: ein von Jan Matejko geschaffenes Porträt von Marcelina Czartoryska, ein von Delaroche gefertigtes Porträt von Adam Czartoryski sowie ein von dem polnisch-österreichischen Maler Henryk Rodakowski gemaltes Porträt der Priesters Aleksander Czartoryski. Im Studierzimmer der Dame hingen weitere wertvolle Gemälde, darunter Tod von Fr. Adam Czartoryski von Le Roux und Maciek Borkowic von Matejko.
Die Residenz in der Sławkowska-Straße blieb zehn Jahre lang in den Händen der Familie Czartoryski. Nach dem Tod von Aleksander Czartoryski im Jahr 1886 wurde das Gebäude verkauft und zu einem repräsentativen Grand Hotel (polnisch Hotel & Palace Grand w Krakowie) umgebaut.
Marcelina Czartoryskas gesellschaftliche Aktivitäten waren nicht auf die privaten Musiksalons beschränkt, sondern sie initiierte auch öffentliche Musikveranstaltungen und Wohltätigkeitsbälle. Sie war Schirmherrin der Krakauer Musikgesellschaft und trug durch ihre diplomatischen Bemühungen bei den Behörden in Wien dazu bei, dass im Jahr 1888 die Musikakademie Krakau eröffnet werden konnte. Berühmte polnische Pianisten holten ihren Rat ein, darunter Nathalie Janotha, Cecylia Działyńska und Aleksander Michałowski.

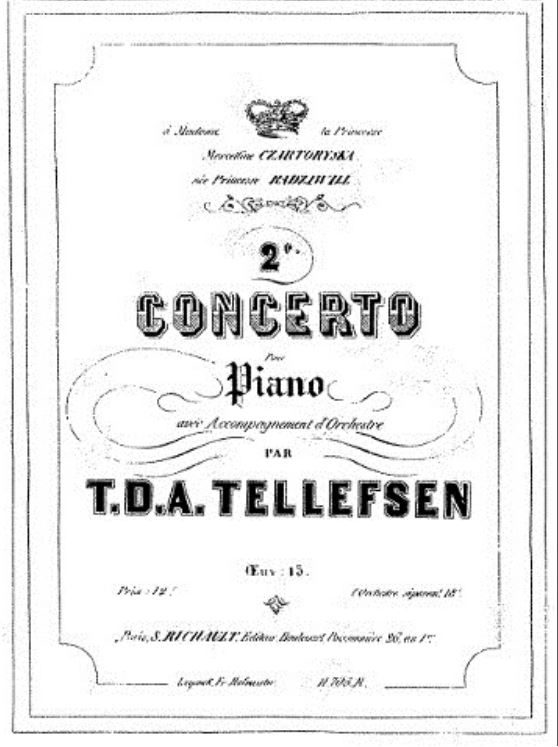
Thomas Tellefsen widmete Marcelina Czartoryska sein Concerto Nr. 2 für Klavier und Orchester

Nach dem Tod ihres Ehemannes im Jahr 1886 stellte Fürstin Czartoryska ihre öffentlichen Auftritte ein, bezog eine kleinere Wohnung und widmete sich der Wohltätigkeit. Sie unterstützte unter anderem das Kinderkrankenhaus Szpital Dziecięcy św. Ludwika, dessen Mitbegründerin sie war, und die Barmherzigen Schwestern in Kazimierz.

## Tod
Marcelina Czartoryska starb am 5. Juni 1894 im Alter von 77 Jahren in Krakau. Sie wurde auf dem Rakowicki-Friedhof, einem der größten Friedhöfe Krakaus, in religiösen Gewändern des Dritten Ordens der Karmelitinnen beigesetzt. Dort ist ihr Grab, in dem auch ihr Sohn seine letzte Ruhestätte fand, erhalten. Die Verwaltung der Krakauer Kommunalfriedhöfe hat Marcelina Czartoryskas Grabdenkmal in die Liste der Ruhestätten berühmter Menschen aufgenommen, die im Rahmen von touristischen Führungen besucht und in einer Broschüre beschrieben werden.

## Gewidmete Werke (Auswahl)
Frédéric Chopin widmete Czartoryska seine Mazurka Nr. 4 (op. 67).
Der norwegische Pianist und Komponist T. D. A. Tellefsen, dessen Schülerin sie in Paris auch gewesen war, widmete ihr mehrere Werke, so die Vier Mazurkas für Piano (op. 3) und das Concerto Nr. 2 für Klavier und Orchester (op. 15). Franz Liszt widmete ihr 1862 die zweite Fassung seiner Berceuse (Searle 174/2).